# Anjo Triste
Anjo Triste é o segundo álbum de estúdio do cantor brasileiro Sérgio Reis, lançado em vinil no ano de 1969 pela Odeon. Este foi o segundo disco de Sérgio influenciado pelo movimento da Jovem Guarda, que aconteceu durante os anos 60 no Brasil, mas é o segundo disco influenciado por Luiz Gonzaga.

## Recepção e precedentes
Embora o artista tenha experimentado o sucesso com Coração de Papel, Anjo Triste falhou em repetir o bom desempenho de seu antecessor. A falta de sucesso do projeto se deu pela decadência do movimento da Jovem Guarda, que começou a perder força depois que Roberto Carlos deixou o programa de auditório no final de 1968.
Este foi o último álbum de Sérgio Reis influenciado pela Jovem Guarda. Com o desaparecimento total do movimento no final dos anos 60, o artista se reinventou e foi consagrado na década seguinte como um dos representantes mais importantes da música caipira.
A canção que dá título ao álbum é uma versão em língua portuguesa de "Blue Angel", originalmente interpretada por Roy Orbison. Além disso, o disco conta com composições próprias de Sérgio e contribuições de outros compositores. "Lana" foi originalmente gravada por Sérgio em 1962, na época em que ele usava o pseudônimo de Johnny Johnson.
Anjo Triste foi relançado em compact disc no ano de 2005 com duas faixas bônus, são elas "Yo Te Amo, Maria" e "Ah! Antes que eu Me Esqueça... Eu Adoro Você".

## Lista de faixas
| Lado A         |                              |                                |         |  |
| N.º            | Título                       | Compositor(es)                 | Duração |  |
| 1.             | "Anjo Triste (Blue Angel)"   | Roy Orbison, Joe Melson        | 2:44    |  |
| 2.             | "Num Sorriso Teu"            | Carlito, J. Santos             | 2:27    |  |
| 3.             | "Agora quem não quer sou eu" | Sérgio Reis, Liebert Ferreira  | 1:40    |  |
| 4.             | "Foi Teu Jeito"              | Sérgio Reis                    | 2:25    |  |
| 5.             | "Eu Vou Cada Vez Melhor"     | Sérgio Reis                    | 2:29    |  |
| 6.             | "Dá-Me Tua Mão"              | Francisco Lara, Jovenil Santos | 2:31    |  |
| Duração total: | Duração total:               | Duração total:                 | 19:16   |  |

| Lado B         |                             |                             |         |  |
| N.º            | Título                      | Compositor(es)              | Duração |  |
| 7.             | "Pra Onde foi Você"         | Sérgio Reis                 | 1:43    |  |
| 8.             | "Pobre Coração Não é Feliz" | Sérgio Reis                 | 2:28    |  |
| 9.             | "Lana"                      | Roy Orbison, Joe Melson     | 2:18    |  |
| 10.            | "Até Hoje Não Entendi"      | Sérgio Reis                 | 2:25    |  |
| 11.            | "Quero Encontrar a Paz"     | Nelson Vieira               | 2:41    |  |
| 12.            | "Falta Alguém"              | Sérgio Reis, Marcos Roberto | 2:31    |  |
| Duração total: | Duração total:              | Duração total:              | 08:33   |  |

| Faixas bônus (2005) |                                                |         |  |
| N.º                 | Título                                         | Duração |  |
| 13.                 | "Yo Te Amo, Maria"                             | 2:22    |  |
| 14.                 | "Ah! Antes que eu Me Esqueça... Eu Adoro Você" | 2:57    |  |
| Duração total:      | Duração total:                                 | 05:19   |  |